# خافيير غارسيا غارسيا
خافيير غارسيا غارسيا (بالإسبانية: Javier García García) (5 أكتوبر 1977 بغيرونا في إسبانيا - ) هو مدرب كرة قدم ولاعب كرة قدم إسباني في مركز الدفاع. لعب مع ريكرياتيفو ونادي غرناطة ونادي لاردة.

## وصلات خارجية
- خافيير غارسيا غارسيا على موقع قاعدة بيانات كرة القدم.إي يو (الإنجليزية)
- خافيير غارسيا غارسيا على موقع Soccerway.com (الإنجليزية)